# Episinus crysus
Episinus crysus är en spindelart som beskrevs av Buckup och Marques 1992. Episinus crysus ingår i släktet Episinus och familjen klotspindlar. Inga underarter finns listade i Catalogue of Life.